# Emil Schuller
Emil Wiktor Schuller lub Schüller (ur. 14 września 1891, zm. w maju 1941 w Królewcu) – major piechoty Wojska Polskiego, magister praw.

## Życiorys
W czasie I wojny światowej walczył w szeregach cesarsko-królewskiej Obrony Krajowej. Jego oddziałem macierzystym był 33 Pułk Piechoty Obrony Krajowej (w 1917 przemianowany na Pułk Strzelców Nr 33). Na stopień podporucznika rezerwy został mianowany ze starszeństwem z 1 stycznia 1916.
Służył w 20 Pułku Piechoty. 3 maja 1922 został zweryfikowany w stopniu kapitana ze starszeństwem z 1 czerwca 1919 i 494. lokatą w korpusie oficerów piechoty, a 3 maja 1926 mianowany majorem ze starszeństwem z 1 lipca 1925 i 49. lokatą w korpusie oficerów piechoty. W listopadzie 1927 został przeniesiony do 78 Pułku Piechoty w Baranowiczach na stanowisko kwatermistrza. W marcu 1930 został przeniesiony do 50 Pułku Piechoty w Kowlu na stanowisko dowódcy III batalionu, detaszowanego w Sarnach. W marcu 1932 został przeniesiony do Powiatowej Komendy Uzupełnień Łuków na stanowisko komendanta. Z dniem 15 lipca tego roku został przeniesiony do Dowództwa Okręgu Korpusu Nr IX w Brześciu nad Bugiem. W kwietniu 1933 został przeniesiony do Powiatowej Komendy Uzupełnień Pińsk na stanowisko komendanta. W marcu 1934 został zwolniony z zajmowanego stanowiska i oddany do dyspozycji dowódcy Okręgu Korpusu Nr IX, a z dniem 31 lipca tego roku przeniesiony w stan spoczynku.
Po zwolnieniu z wojska został oficjalnie zatrudniony w Ministerstwie Spraw Zagranicznych, w charakterze pracownika kontraktowego. Od 1 kwietnia 1935 wykonywał obowiązki służbowe w Konsulacie Generalnym RP we Frankfurcie, a od 1 kwietnia 1936 w Konsulacie Generalnym RP w Królewcu, jako referent paszportowy. W Królewcu, z poruczenia Referatu „Zachód” Oddziału II Sztabu Głównego kierował placówką wywiadowczą o kryptonimie „Toro”.
Z relacji mjr. dypl. Tadeusza Szumowskiego wynika, że Szef Sztabu Głównego gen. bryg. Wacław Stachiewicz „zakwestionował sprawdzoną wiadomość (meldunek z obserwacji własnej) z terenu Prus Wschodnich, pochodzącą od wybitnego oficera wywiadu mjr. Emila Schullera o wyładowaniu w rejonie Königsberg (Królewiec) dywizji pancerno-motorowej, określanej od nazwiska dowódcy – Kempf”.
Zatrzymany przez Niemców popełnił samobójstwo w maju 1941, w więzieniu w Królewcu, by ocalić swych współpracowników przed dekonspiracją.